# تور دو بويتو-شارنتيس 2016
طواف بويتو-شارنتيس 2016 (بالألمانية: Tour du Poitou-Charentes 2016) هو سباق دراجات هوائية، وهو الموسم رقم 30 من نفس السباق، وأقيم خلال الفترة 23 أغسطس 2016، وحتى 26 أغسطس 2016، وامتدّ لمسافة 658.9 كيلومتر، وهو أحد سباقات طواف أوروبا للدراجات 2016، وقد شارك في السباق 139 متسابقاً ووصل إلى نهايته 117 متسابقاً.
فاز فيه بالمركز الأول سيلفان تشافانيل، وبالمركز الثاني ويلكو كيليرمان، وبالمركز الثالث نيلسون أوليفيرا، والفريق الفائز في ترتيب الفرق لوتو إن إل-جامبو.

## الفرق
| فرق عالمية (6)- AG2R La Mondiale - FDJ - موفيستار - Sky - Lotto NL-Jumbo - Giant-Alpecin فرق قارية محترفة (9)- Direct Énergie - Fortuneo-Vital Concept - ديلكو ‏ - Cofidis, Solutions Crédits - ويلير تريستينا-سيل إيطاليا ‏ - Wanty-Groupe Gobert - سبورت فلاندرين بالويس 2016 ‏ - Bardiani CSF - أندروني جوكاتولي-سيدرمك 2016 ‏ فرق قارية (3)- Van Rysel–Roubaix ‏ - إتش بي بي تي بي – أوبير 93 ‏ - أرمي دي تير 2016 ‏ |  |
| |  |

## المراحل
| قائمة المراحل | قائمة المراحل | قائمة المراحل               | قائمة المراحل  | قائمة المراحل | قائمة المراحل   | قائمة المراحل   |
| المرحلة       | التاريخ       | الدورة                      |                | المسافة (كم)  | الفائز بالمرحلة | القائد العام    |
| ------------- | ------------- | --------------------------- | -------------- | ------------- | --------------- | --------------- |
| 1             | 23 أغسطس      | أنغوليم – Puilboreau ‏       | مرحلة مستوية   | 189.6         | ناصر بوهاني     | ناصر بوهاني     |
| 2             | 24 أغسطس      | لا روشيل – نيور             | مرحلة مستوية   | 179.8         | توم فان أسبروك  | توم فان أسبروك  |
| 3             | 25 أغسطس      | Thuré ‏ – شاتيليرولت         | مرحلة مستوية   | 95.2          | ناصر بوهاني     | ناصر بوهاني     |
| 4             | 25 أغسطس      | Saint-Sauveur ‏ – شاتيليرولت | فردي ضد الساعة | 23            | سيلفان تشافانيل | سيلفان تشافانيل |
| 5             | 26 أغسطس      | Thouars ‏ – بواتييه          | مرحلة جبلية    | 171.3         | سوني كولبريلي   | سيلفان تشافانيل |

## النتيجة

### مرحلة 1
أجريت في 23 أغسطس 2016، وامتدّت لمسافة 189.6 كيلومتر فاز بالمرحلة ناصر بوهاني، ومتصدر الترتيب العام في نهاية المرحلة ناصر بوهاني.
| التصنيف العام | التصنيف العام        | التصنيف العام | التصنيف العام                         | التصنيف العام |        |
| الدراج        | الدراج               | البلد         | الفريق                                | الوقت         | السرعة |
| ------------- | -------------------- | ------------- | ------------------------------------- | ------------- | ------ |
| 1.            | ناصر بوهاني          | فرنسا         | كوفيديس                               | 4 س 28 د 55 ث |        |
| 2.            | روي يانس             | بلجيكا        | Wanty-Groupe Gobert                   | + 4 ث         |        |
| 3.            | Julien Bérard ‏       | فرنسا         | أيه إل أم                             | + 5 ث         |        |
| 4.            | Jimmy Turgis ‏        | فرنسا         | Roubaix Métropole européenne de Lille | + 5 ث         |        |
| 5.            | دانيلو نابوليتانو    | إيطاليا       | Wanty-Groupe Gobert                   | + 6 ث         |        |
| 6.            | Nicola Boem ‏         | إيطاليا       | Bardiani CSF                          | + 7 ث         |        |
| 7.            | Flavien Dassonville ‏ | فرنسا         | HP BTP-Auber 93                       | + 8 ث         |        |
| 8.            | Dieter Bouvry ‏       | بلجيكا        | Roubaix Métropole européenne de Lille | + 9 ث         |        |
| 9.            | رومان فيلو           | فرنسا         | HP BTP-Auber 93                       | + 10 ث        |        |
| 10.           | Nicola Ruffoni ‏      | إيطاليا       | Bardiani CSF                          | + 10 ث        |        |

### مرحلة 2
أجريت في 24 أغسطس 2016، وامتدّت لمسافة 179.8 كيلومتر فاز بالمرحلة توم فان أسبروك، ومتصدر الترتيب العام في نهاية المرحلة توم فان أسبروك.
| التصنيف العام | التصنيف العام     | التصنيف العام | التصنيف العام                         | التصنيف العام |        |
| الدراج        | الدراج            | البلد         | الفريق                                | الوقت         | السرعة |
| ------------- | ----------------- | ------------- | ------------------------------------- | ------------- | ------ |
| 1.            | توم فان أسبروك    | بلجيكا        | لوتو إن إل-جامبو                      | 8 س 45 د 27 ث |        |
| 2.            | ناصر بوهاني       | فرنسا         | كوفيديس                               | + 0 ث         |        |
| 3.            | Sander Helven ‏    | بلجيكا        | Topsport Vlaanderen-Baloise           | + 2 ث         |        |
| 4.            | روي يانس          | بلجيكا        | Wanty-Groupe Gobert                   | + 4 ث         |        |
| 5.            | مانويل بيليتي     | إيطاليا       | Wilier Triestina-Southeast            | + 4 ث         |        |
| 6.            | Julien Bérard ‏    | فرنسا         | أيه إل أم                             | + 5 ث         |        |
| 7.            | Jimmy Turgis ‏     | فرنسا         | Roubaix Métropole européenne de Lille | + 5 ث         |        |
| 8.            | Marco Benfatto ‏   | إيطاليا       | Androni Giocattoli-Sidermec           | + 6 ث         |        |
| 9.            | دانيلو نابوليتانو | إيطاليا       | Wanty-Groupe Gobert                   | + 6 ث         |        |
| 10.           | Nicola Boem ‏      | إيطاليا       | Bardiani CSF                          | + 7 ث         |        |

### مرحلة 3
أجريت في 25 أغسطس 2016، وامتدّت لمسافة 95.2 كيلومتر فاز بالمرحلة ناصر بوهاني، ومتصدر الترتيب العام في نهاية المرحلة ناصر بوهاني.
| التصنيف العام | التصنيف العام     | التصنيف العام | التصنيف العام                         | التصنيف العام  |        |
| الدراج        | الدراج            | البلد         | الفريق                                | الوقت          | السرعة |
| ------------- | ----------------- | ------------- | ------------------------------------- | -------------- | ------ |
| 1.            | ناصر بوهاني       | فرنسا         | كوفيديس                               | 11 س 00 د 22 ث |        |
| 2.            | توم فان أسبروك    | بلجيكا        | لوتو إن إل-جامبو                      | + 6 ث          |        |
| 3.            | دانيلو نابوليتانو | إيطاليا       | Wanty-Groupe Gobert                   | + 8 ث          |        |
| 4.            | Sander Helven ‏    | بلجيكا        | Topsport Vlaanderen-Baloise           | + 8 ث          |        |
| 5.            | روي يانس          | بلجيكا        | Wanty-Groupe Gobert                   | + 10 ث         |        |
| 6.            | مانويل بيليتي     | إيطاليا       | Wilier Triestina-Southeast            | + 10 ث         |        |
| 7.            | Julien Bérard ‏    | فرنسا         | أيه إل أم                             | + 11 ث         |        |
| 8.            | Jimmy Turgis ‏     | فرنسا         | Roubaix Métropole européenne de Lille | + 11 ث         |        |
| 9.            | Marco Benfatto ‏   | إيطاليا       | Androni Giocattoli-Sidermec           | + 12 ث         |        |
| 10.           | دامين توزي        | فرنسا         | CC Étupes                             | + 13 ث         |        |

### مرحلة 4
أجريت في 25 أغسطس 2016، وامتدّت لمسافة 23 كيلومتر فاز بالمرحلة سيلفان تشافانيل، ومتصدر الترتيب العام في نهاية المرحلة سيلفان تشافانيل.
| التصنيف العام | التصنيف العام   | التصنيف العام | التصنيف العام    | التصنيف العام  |        |
| الدراج        | الدراج          | البلد         | الفريق           | الوقت          | السرعة |
| ------------- | --------------- | ------------- | ---------------- | -------------- | ------ |
| 1.            | سيلفان تشافانيل | فرنسا         | Direct Énergie   | 11 س 27 د 29 ث |        |
| 2.            | ويلكو كيليرمان  | هولندا        | لوتو إن إل-جامبو | + 30 ث         |        |
| 3.            | نيلسون أوليفيرا | البرتغال      | موفيستار         | + 30 ث         |        |

### مرحلة 5
أجريت في 26 أغسطس 2016، وامتدّت لمسافة 171.3 كيلومتر فاز بالمرحلة سوني كولبريلي، ومتصدر الترتيب العام في نهاية المرحلة سيلفان تشافانيل.
| التصنيف العام | التصنيف العام   | التصنيف العام | التصنيف العام    | التصنيف العام |        |
| الدراج        | الدراج          | البلد         | الفريق           | الوقت         | السرعة |
| ------------- | --------------- | ------------- | ---------------- | ------------- | ------ |
| 1.            | سيلفان تشافانيل | فرنسا         | Direct Énergie   |               |        |
| 2.            | ويلكو كيليرمان  | هولندا        | لوتو إن إل-جامبو | + 30 ث        |        |
| 3.            | نيلسون أوليفيرا | البرتغال      | موفيستار         | + 30 ث        |        |

## التصنيف العام النهائي
| التصنيف العام | التصنيف العام   | التصنيف العام | التصنيف العام    | التصنيف العام  |        |
| الدراج        | الدراج          | البلد         | الفريق           | الوقت          | السرعة |
| ------------- | --------------- | ------------- | ---------------- | -------------- | ------ |
| 1.            | سيلفان تشافانيل | فرنسا         | Direct Énergie   | 15 س 31 د 11 ث |        |
| 2.            | ويلكو كيليرمان  | هولندا        | لوتو إن إل-جامبو | + 30 ث         |        |
| 3.            | نيلسون أوليفيرا | البرتغال      | موفيستار         | + 30 ث         |        |
| 4.            | بريمو روغيليتش  | سلوفينيا      | لوتو إن إل-جامبو | + 33 ث         |        |
| 5.            | جياني موسكون    | إيطاليا       | سكاي             | + 51 ث         |        |

## وصلات خارجية
- الموقع الرسمي
- تور دو بويتو-شارنتيس 2016 على موقع إحصائيات الدراجات الإحترافية (الإنجليزية)